# Synagoge (Bredevoort)

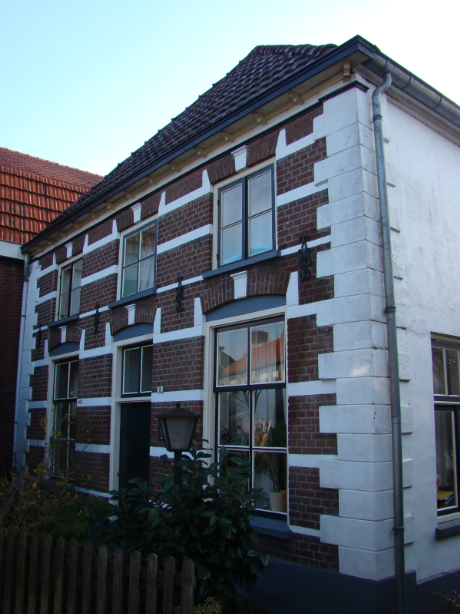
Voormalige synagoge te Bredevoort

De Synagoge van Bredevoort is een voormalige synagoge op de Vismarkt in Bredevoort.

## Geschiedenis
Al in 1631 wonen in Bredevoort joodse inwoners. Deze wonen dan met name rondom de Hozenstraat waar zij ook een eigen begraafplaats hadden in de volksmond "De Timp" geheten. In Bredevoort wordt omstreeks het jaar 1700 door een joodse handelaar in manufacturen een huissynagoge inricht. In 1714 verhuist deze huissynagoge naar een ruimere locatie, een grote stenen schuur op de Ganzenmarkt tussen de Hozenstraat en Gasthuisstraat. Deze schuur staat er nog altijd. Deze synagoge werd ook bezocht door joden uit Aalten en Lichtenvoorde. Tot 1821 valt de gemeenschap nog onder Winterswijk, maar in 1830 wordt het een zelfstandige gemeente. Omstreeks 1830 werd dan ook een echte synagoge gebouwd aan de Vismarkt. Het gebouw was in 1858 reeds bouwvallig, maar kwam toen niet in aanmerking voor een ministeriële subsidie. Eind 19e eeuw blijken er onvoldoende leden te zijn om regelmatig diensten te houden. In 1900 werd de gemeente van Bredevoort opgeheven en bij die van Aalten gevoegd. Het gebouw aan de Vismarkt 9 heeft nog tot aan het begin van de Eerste Wereldoorlog als synagoge gediend. Omstreeks 1920 is de synagoge tot woonhuis verbouwd. Tegenwoordig is het gebouw een gemeentelijk monument en heeft een registratie bij de provincie Gelderland als historisch bouwkundige monument.